# Barbara Rocco
Barbara Rocco (* 12. Dezember 1969 in Zagreb, SFR Jugoslawien) ist eine kroatische Schauspielerin und Schriftstellerin.

## Leben und Karriere
Barbara Rocco erhielt ihre erste bekanntere Rolle im Film Kad mrtvi zapjevaju als Njemica. Danach spielten sie diverse kleinere Nebenrollen darunter in der Telenovela Ponos Ratkajevih und in der Arztserie Hitna 94. Weite Bekanntheit erhielt sie durch die Familiendrama-Serie Najbolje Godine in der Rolle der Anka Lovrić.

## Privates
Barbara Rocco ist die Tochter der Schauspielerin Nada Rocco sowie Enkeltochter der Schauspielerin Nada Klasterka. Seit 2001 ist sie mit Sanjin Rozić verheiratet. Das Paar hat eine Tochter namens Vilka.

## Filmografie

### Filme
- 1988: U sredini mojih dana
- 1990: Stela
- 1993: Zlatne godine
- 1997: Rusko meso
- 1997: Čudnovate zgode šegrta Hlapića
- 1998: Kad mrtvi zapjevaju

### Fernsehserien
- 1991, 1997: Smogovci
- 2002: Naši i vaši
- 2007: Obični ljudi
- 2007–2008: Ponos Ratkajevih
- 2008: Hitna 94
- 2009–2010: Najbolje Godine